# Droisy (Haute-Savoie)
Droisy ist eine französische Gemeinde im Département Haute-Savoie in der Region Auvergne-Rhône-Alpes.

## Geographie
Droisy liegt auf 660 m, in der Nähe von Seyssel, etwa 21 Kilometer westnordwestlich der Stadt Annecy (Luftlinie). Das Bauerndorf erstreckt sich an aussichtsreicher Lage auf einem Hochplateau, einem nördlichen Ausläufer der Montagne des Princes, östlich der breiten Talsenke der Rhone, im Genevois.
Die Fläche des 4,55 km² großen Gemeindegebiets umfasst einen Abschnitt des westlichen Genevois. Das zentrale Gebiet wird vom Hochplateau von Droisy eingenommen. Nach Norden reicht das Gemeindeareal in das Tälchen des Ruisseau de Findreuze (Seitenbach der Usses). Gegen Süden erstreckt sich der Gemeindeboden über einen dicht bewaldeten Hang bis auf den breiten Kamm der Montagne des Princes, auf dem mit 941 m die höchste Erhebung von Droisy erreicht wird.
Nachbargemeinden von Droisy sind Desingy im Norden, Clermont und Crempigny-Bonneguête im Osten, Vallières-sur-Fier im Süden sowie Seyssel im Westen.

## Geschichte
Droisy wird im frühen 15. Jahrhundert erstmals urkundlich erwähnt. Der Ortsname ([fundus] Drausiacus) geht auf den gallorömischen Personennamen Drausius und bedeutet so viel wie Landgut des Drausius.

## Bevölkerungsentwicklung
| Jahr                       | 1962 | 1968 | 1975 | 1982 | 1990 | 1999 | 2006 | 2011 |
| Einwohner                  | 75   | 78   | 63   | 67   | 71   | 71   | 118  | 160  |
| Quellen: Cassini und INSEE |      |      |      |      |      |      |      |      |

Mit 153 Einwohnern (Stand 1. Januar 2022) gehört Droisy zu den kleinsten Gemeinden des Département Haute-Savoie. Im Verlauf des 19. und 20. Jahrhunderts nahm die Einwohnerzahl aufgrund starker Abwanderung kontinuierlich ab (1861 wurden in Droisy noch 182 Einwohner gezählt). In der zweiten Hälfte des 20. Jahrhunderts traten nur noch geringe Schwankungen der Einwohnerzahl auf, bis sie seit etwa 2000 wieder einen starken Anstieg verzeichnet.

## Wirtschaft und Infrastruktur
Droisy ist noch heute ein vorwiegend durch die Landwirtschaft geprägtes Dorf. Außerhalb des primären Sektors gibt es keine weiteren Arbeitsplätze im Dorf. Einige Erwerbstätige sind Wegpendler, die in den größeren Ortschaften der Umgebung ihrer Arbeit nachgehen.
Die Ortschaft liegt abseits der größeren Durchgangsstraßen an einer Departementsstraße, die von Seyssel nach Clermont führt.